# Donja Trnica
Donja Trnica (cyr. Доња Трница) – wieś w Serbii, w okręgu pczyńskim, w gminie Trgovište. W 2011 roku liczyła 171 mieszkańców.